# Besson, Gobbi

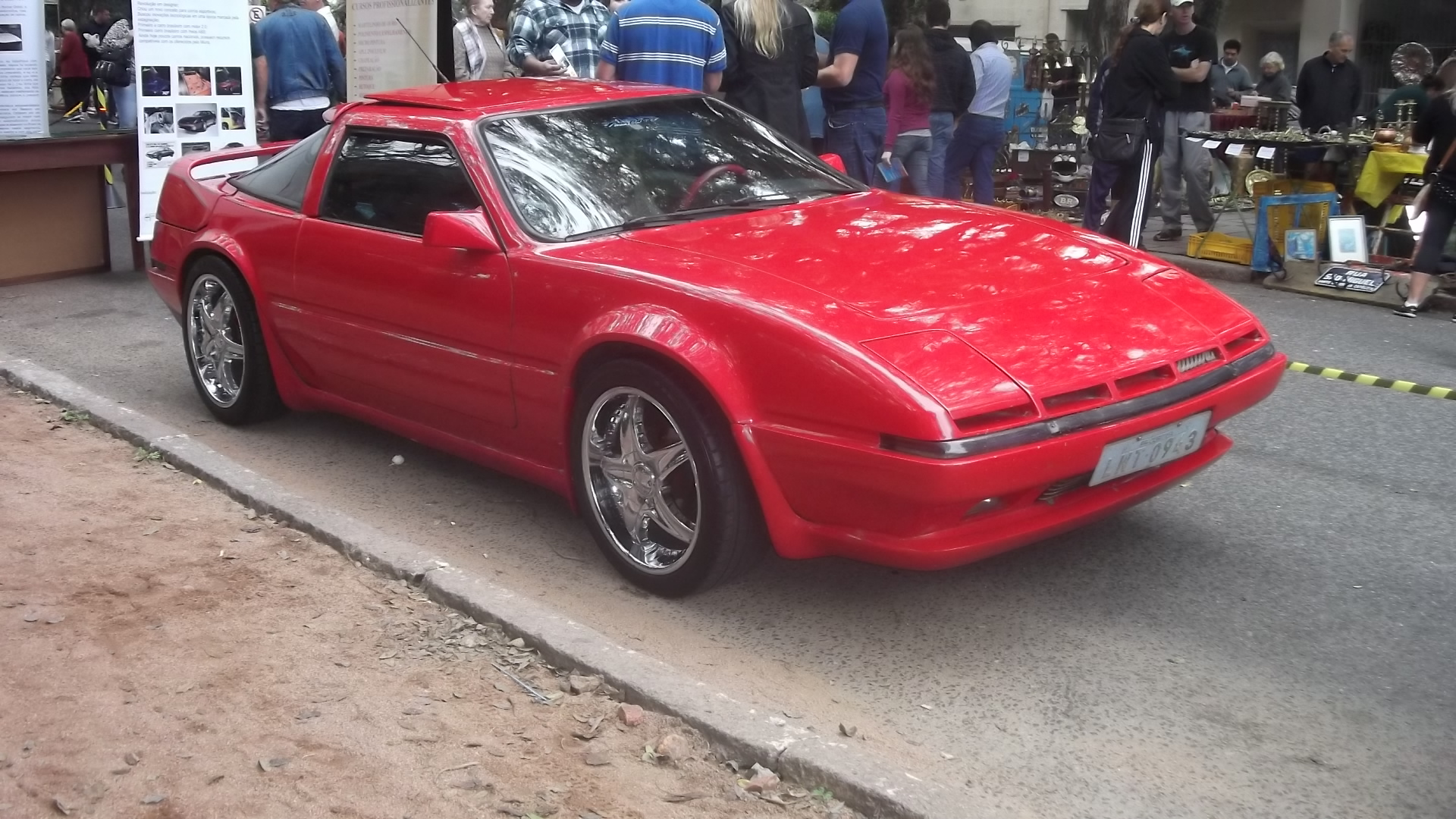
Miura

Besson, Gobbi & Cia. Ltda., vorher Aldo Auto Capas, war ein brasilianischer Hersteller von Automobilen.

## Unternehmensgeschichte
Das Unternehmen Aldo Auto Capas wurde 1966 in Porto Alegre gegründet. Zunächst stellte es Zubehörteile für Autos her. 1976 wurde das erste Fahrzeug auf einer Ausstellung präsentiert. 1977 begann die Serienproduktion von Automobilen. Der Markenname lautete zunächst ausschließlich Miura. 1983 erfolgte die Umfirmierung in Besson, Gobbi & Cia. Ltda. Die Fahrzeuge wurden auch nach Portugal und Kuwait sowie ab 1982 mit Rechtslenkung nach Singapur exportiert. Zwischen 1985 und 1990 nutzte das Unternehmen auch den Markennamen Galgo. 1993 endete die Produktion der Miura-Modelle. Insgesamt entstanden etwa 3500 Fahrzeuge der Marke Miura. Bis etwa 1997 wurden noch Umbauten von Pick-ups vorgenommen.

## Fahrzeuge

### Markenname Miura
Nilo Laschuk hatte das erste Fahrzeug gestaltet. Das Fahrgestell vom VW Brasília bildete die Basis. Der luftgekühlte Vierzylinder-Boxermotor war im Heck montiert. Darauf wurde eine Karosserie aus Fiberglas montiert. Das nur 114 cm hohe Coupé war vom Lamborghini Miura inspiriert.
1979 oder 1980 kam der Miura MTS dazu. Er hatte einen wassergekühlten Vierzylinder-Reihenmotor vom VW Passat mit 96 PS Leistung.
1981 kam der Miura Targa mit einem Targadach und Platz für 2 + 2 Personen dazu. Er hatte einen Rohrrahmen und Frontmotor. Bis 1988 entstanden 559 Fahrzeuge dieses Modells.
Ab 1983 gab es auch das Coupé sowie ein Cabriolet mit Frontmotor. Ein Kabrio genanntes Cabriolet mit Heckmotor erschien ebenfalls 1983, war aber kein Erfolg.
1986 folgte der Saga.

### Markenname Galgo
1985 erschien der VW-Buggy Galgo. Ein gekürztes VW-Fahrgestell, Boxermotor im Heck, offene Karosserie aus Fiberglas, vier Sitze und ein falscher Kühlergrill an der Front waren seine Merkmale.
Galgo Indústria de Carrocerias aus dem gleichen Ort setzte die Produktion des Buggies sowie eines Pick-ups auf gleicher mechanischer Basis von 1990 bis 1992 unter Beibehaltung des Markennamens fort.